# Bernhard von Pollheim
Bernhard von Pollheim zu Wartenburg (* 1456 in Oberösterreich; † 13. Januar 1504 in Wien) entstammte einem alten oberösterreichischen Adelsgeschlecht. Sein Vater war der kaiserliche Feldoberst Weikart von Pollheim, seine Mutter Barbara eine geborene von der Traun. Er war Jurist, Kanoniker in verschiedenen Stiften und Klöstern sowie Administrator von Wien.

## Leben
Pollheim studierte an der Universität Padua, erlangte den „Doctor juris utriusque“ und wurde 1478 sogar zum Rektor der Universität gewählt. Im selben Jahr erhielt er ein Kanonikat in Passau, bald darauf in Traunkirchen, Stuhlweißenburg und Dömös in der Diözese Gran. Von 1487 an bis an sein Lebensende war er Pfarrer von Vöcklamarkt. Kaiser Friedrich III. und König Maximilian I. betrauten ihn mit verschiedenen politischen Missionen. Papst Alexander IV. bestellte ihn am 18. März 1500 zum Administrator von Wien. Gleich zu Beginn seiner Amtszeit setzte ein rege Pilgerbewegung nach Rom ein, die durch eine päpstliche Bulle begleitet sich gegen Pest, Piraten und andere Unannehmlichkeiten durchzusetzen hatte. Zu diesem Anlass gab es im Stephansdom Ablässe zu erlangen.